# 国轩高科
国轩高科股份有限公司（深交所：002074，简称国轩高科），是中国深圳证券交易所的一家上市公司，公司主营业务包括新能源汽车动力电池与输变电产品。
公司前身为江苏东源电器集团股份有限公司（简称东源电器），于2006年10月18日在深圳证券交易所挂牌上市。2014年9月国轩高科借壳东源电器实现上市，并于2015年9月29日将公司更名为“国轩高科股份有限公司”。
2018年，公司实现营业收入51.27亿元人民币，同比增长5.97%；实现净利润5.8亿元人民币，同比下降30.75%。